# Ребека Линарес
Ребе́ка Лина́рес (исп. Rebeca Linares; настоящее имя Веро́ника Басан (исп. Verónica Bazan), род. 13 июня 1983 года) — испанская порноактриса.

## Биография

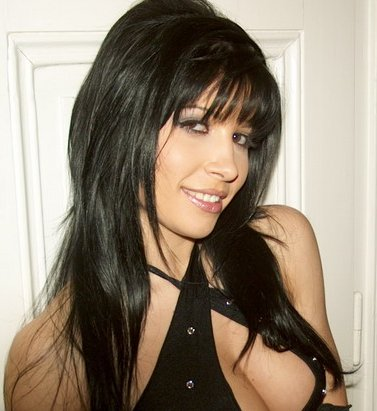
Линарес в 2005 году

Линарес родилась в Сан-Себастьяне, потом долгое время жила в Барселоне.
В порнофильмах снимается с 2006 года в Испании. По собственному признанию, псевдоним Ребека она выбрала, потому что это имя «короткое и очень сильное». Из-за небольшого количества работы на родине и нехватки денег она начала работать в других городах Европы, в частности, в Берлине и во Франции. В марте 2006 года переехала в Лос-Анджелес.
В марте 2009 года журнал Penthouse назвал Линарес «киской месяца». В том же, 2009 году, испанский телеканал «Canal+» выпустил документальный фильм о жизни и карьере Линарес в Америке «Приезжай в Лас-Вегас, детка» («Vente a Las Vegas, nena»).
На 2019 год снялась в 584 фильмах.

## Награды
- 2007 FICEB Ninfa — Best Actress — IodineGirl[3]
- 2010 AVN Award — Best Threeway Sex Scene — Tori Black Is Pretty Filthy[4]